# 厄斯伯巴赫河
51°27′20.0″N 7°51′55.0″E / 51.455556°N 7.865278°E
厄斯伯巴赫河（德語：Oesber Bach），是德國的河流，位於該國西部，處於北萊茵-威斯特法倫州，屬於溫伯巴赫河的右支流，河道全長2.2公里，流域面積2.3平方公里。